# Mons Penck
Mons Penck är ett högt berg på den sydöstra delen av den sida av månen som vetter mot jorden. Det fick sitt namn efter den tyske geografen Albrecht Penck. 
Berget är 4000 meter högt och har en diameter vid basen av 30 kilometer. Det har det lilla månhavet Sinus Asperitatis i nordost, de stora kratrarna Theophilus och Cyrillus i sydost och de mindre kratrarna Ibn Rushd i söder, Kant i västsydväst och Zöllner i nordväst.